# Средня Диклениця
45°58′ пн. ш. 16°52′ сх. д. / 45.96° пн. ш. 16.87° сх. д.
Средня Диклениця (хорв. Srednja Diklenica) — населений пункт у Хорватії, в Б'єловарсько-Білогорській жупанії у складі громади Капела.

## Населення
Населення за даними перепису 2011 року становило 58 осіб.
Динаміка чисельності населення поселення: